# بتی رابینسون
بتی رابینسون (انگلیسی: Betty Robinson؛ ۲۳ اوت ۱۹۱۱ – ۱۸ مهٔ ۱۹۹۹) یک ورزشکار اهل ایالات متحده آمریکا بود.